# Paris c'est fou
Paris c'est Fou ! et Paris c'est fou ! Le Mag étaient un magazine de divertissement français diffusé sur NRJ Paris à partir de 2010 et présenté par Marie Inbona et David Jacquot (anciennement présenté par un trio féminin Marie Inbona, Anne Denis et Audrey Sarrat) et quelquefois (Anne Denis remplace Marie Inbona ou Stéphane Jobert remplace David Jacquot).
Pour cette 3e saison les présentateurs sont dans la rue pour présenter les reportages, les indispensables,....etc.
Au début de l'année 2013, l'émission n'apparait plus dans la grille des programmes de NRJ Paris.

## Chroniqueur[1]

### Version (2010)
- Solenne Gallagher : shopping.

### chroniquer
- Thomas Joubert : journaliste à Europe 1.